# Nipper

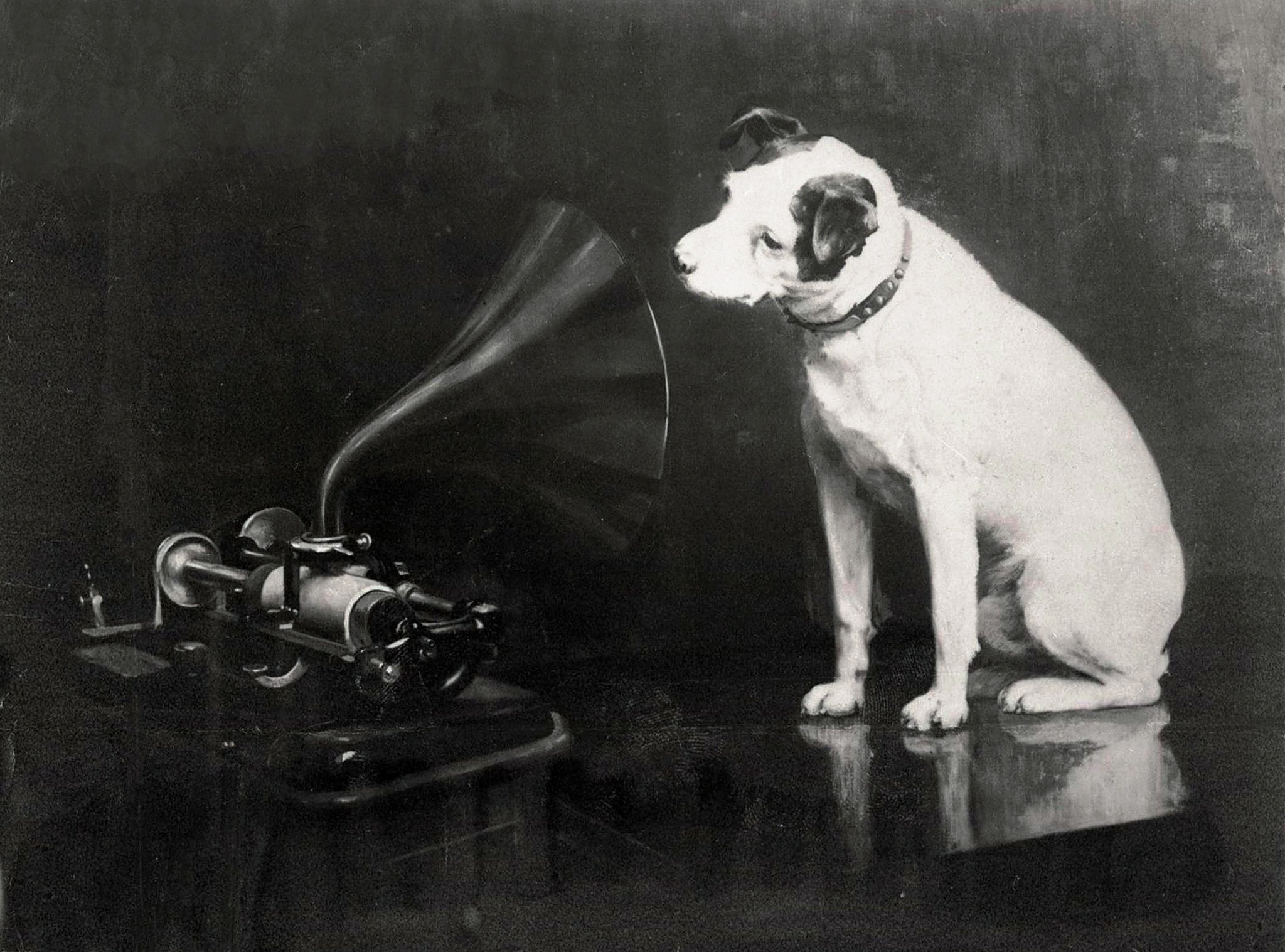
Den första versionen av Barrauds målning visar Nipper lyssnande till en fonograf. I sin senare mer berömda version ersattes fonografen av en grammofon.

Nipper på en HMV-etikett från 1920-talet.

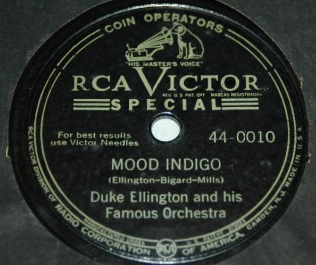
RCA Victor inspelning med Duke Ellington.

Nipper var en hund av rasen jack russell terrier eller möjligen foxterrier, född 1884 i Bristol i Gloucester, England, död september 1895. Nipper var den hund som avbildades på etiketten för His Master's Voice, en etikett som fanns under 92 år. Bilden av Nipper användes även av det amerikanska bolaget Victor Talking Machine Company, senare känt som RCA Victor. Han kallades "Nipper" för att han brukade nafsa besökare i benen.
Nippers husse begravde Nipper under ett mullbärsträd i Kingston upon Thames sydväst om London. 1984 på hundraårsdagen av hans födelse satte His Master's Voice-affärerna upp en minnesskylt på Eden Street nära Nippers grav.